# Blümlisalp (Schiff)
Die Blümlisalp ist ein 1906 erbauter Schaufelraddampfer auf dem Thunersee. Er ist nach dem Bergmassiv Blüemlisalp (auch Blümlisalp geschrieben) im Berner Oberland in der Schweiz benannt.

## Geschichte
Der neue Salondampfer wurde im Jahre 1905 zum Vertragspreis von 375'000 Franken von der damaligen Oberländischen Dampfschifffahrts-Gesellschaft bei der Firma Escher, Wyss & Cie. in Zürich in Auftrag gegeben. Dieses Schiff sollte alle anderen Schiffe auf dem Thuner- und Brienzersee an Grösse, Leistungsfähigkeit und Eleganz übertreffen. Der Bau des neuen Schiffes erforderte eine grössere Anzahl von Vorbereitungsarbeiten, namentlich mit einem Kostenaufwand von 165'000 Franken eine 62 Meter lange neue Werfthalle und eine 132 Meter lange Aufzugsbahn aus armiertem Beton. Die Blümlisalp, welche nach den damals neuesten Errungenschaften auf dem Gebiet der schweizerischen Schiffsbautechnik erbaut wurde, hat über das Hauptdeck eine Länge von 63,45 Meter, eine Breite über die Radkästen von 13,15 Metern und einen Tiefgang bei einer maximalen Beladung, inklusive sieben Tonnen Kohle, von 1,58 Meter. Das Fassungsvermögen beträgt 800 Personen.
Am 1. August 1971 wurde das Dampfschiff Blümlisalp ausser Betrieb genommen und hätte als letzter Raddampfer auf dem Thunersee verschrottet werden sollen. Während rund 20 Jahren stand das Schiff ungenutzt im Kanderdelta. Dank der Initiative der Vereinigung Vaporama wurde die Blümlisalp einer mehr als zwei Jahre dauernden Renovation unterzogen. Am Freitag, dem 22. Mai 1992, konnte die zweite Jungfernfahrt der Blümlisalp gefeiert werden. Seither wird sie jeweils zwischen April und Oktober wieder fahrplanmässig eingesetzt (Stand 2013).
Betrieben wird der Fahrplan- und Ausflugsverkehr mit dem Dampfschiff seit 1992 durch die BLS Schifffahrt. Besitzerin war bis Ende 2012 die Genossenschaft Vaporama, per 1. Januar 2013 wurde die BLS AG wieder Besitzerin des Schiffes. Der Übergabevertrag wurde von der Versammlung der Genossenschaft Vaporama am 1. Dezember 2012 gutgeheissen. Er legt u. a. fest, dass die BLS über 25 Jahre das Schiff für jährlich drei Volksfahrten zur Verfügung stellt.
Die Stiftung Vaporama wurde per Ende 2012 aufgehoben, da das Ziel (Gründung eines schweizerischen Dampfmuseums) nicht erreicht werden konnte.
Die Genossenschaft Vaporama als ehemalige Besitzerin des Schiffes besteht weiter.
Der Grossteil der Exponate der Stiftung Vaporama wurde vom Dampfzentrum Winterthur übernommen.